# Iwama, Ibaraki
Iwama (岩間町 Iwama-machi) là một thị trấn nhỏ nằm ở huyện Nishiibaraki, Ibaraki, Nhật Bản.

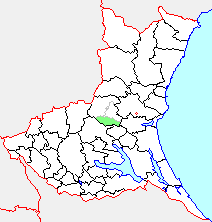
Bản đồ Iwama, Ibaraki

Ngày 19 tháng 3 năm 2006, Iwama, cùng với thị trấn Tomobe (cũng thuộc huyện Nishiibaraki), được sáp nhập vào thành phố mở rộng Kasama.

## Địa lý
Thị trấn Iwama trước đây cách Tokyo 100 km về phía đông bắc và gần thành phố Mito. 
Iwama nằm dưới chân núi Atago (愛宕山, Atago-san). Đỉnh Atago là một phần của Công viên Tỉnh, kéo dài về phía Kasama. Trên đỉnh núi Atago có một khu vui chơi cho trẻ em với một cầu trượt lớn (dài khoảng 150m), cũng như đền Atago (愛宕神社, Atago-jinja).

## Nhân khẩu
Tính đến năm 2003, thị trấn có dân số ước tính là 16.588 người, và có mật độ 332,23 người/km². Tổng diện tích của thị trấn là 49.93 km².

## Cư dân đáng chú ý
Iwama được biết đến là nơi cư trú của Ueshiba Morihei, người sáng lập Aikido, từ năm 1942 cho tới lúc qua đời. Trong giai đoạn này, thuật ngữ "Aikido" đã được đưa ra sử dụng. Đền thờ duy nhất trên thế giới dành cho Aikido được xây dựng ở đây bởi người sáng lập cùng với một dojo nhỏ. Các học viên từ khắp nơi trên thế giới đến Iwama để luyện tập như uchi-deshi (内弟子), hay “đệ tử nội trú”. Có hai Aikido dojo nổi tiếng trong thị trấn bao gồm võ đường Iwama dojo ban đầu (nay gọi là Võ đường chi nhánh Ibaraki trực thuộc Quỹ Aikikai) và Shin-Shin Aiki-Juku. Võ đường thứ hai được điều hành bởi Saitō Hitohiro (con trai của Saitō Morihiro, một trong những môn sinh nổi tiếng nhất của Ueshiba), người sáng lập nên tổ chức của riêng mình (Aiki Shuren-Kai) vào năm 2003. Dojo của Ueshiba tiếp tục hoạt động dưới sự quản lý của Aikikai với những môn sinh ban đầu của ông, bao gồm Huấn luyện viên trưởng Isoyama Hiroshi, Inagaki Shigemi và những người khác. Aiki Jinja, hay Đền thờ Aikido, nằm đối diện với Iwama Dojo và gần Aiki Shuren-Kai Shin-Shin Aiki-juku.

## Lễ hội
Matsuri chính thức của Iwama được tổ chức vào tuần cuối cùng của tháng 9, nhưng trong suốt cả năm thị trấn cũng tuân theo những ngày lễ bình thường của Nhật Bản.
Lễ hội Aiki Jinja Rei Taisai (Đại lễ hội Đền thờ Aiki) được tổ chức vào ngày 29 tháng 4 (ngày Chiêu Hoà) hằng năm, và có tổ chức một "hono embu" (cung hiến thao diễn) bởi Aikido Doshu. Hơn một nghìn người thường đến tham dự lễ kỷ niệm này, vốn cũng có nghi lễ Thần đạo được thực hiện bởi các thầy tu giáo phái Ōmoto-kyō.